# 타인니엔
타인니엔(베트남어: Báo Thanh Niên / 報青年)은 호찌민시를 중심으로 발행되는 베트남의 신문이다. 신문 이름은 베트남어로 "청년 신문"이라는 뜻이다.
베트남에서 가장 많이 발행되는 신문 가운데 하나이며, 베트남어판이 매일, 영문판이 매주 발행되고 있다. 이 신문은 베트남 청년연협회의 공식 신문이며, 사회적인 문제를 많이 다루고 있다. 영문판인 "타인니엔 위클리"는 2012년 6월 6일자로 "비에트위크"(Vietweek)로 명칭이 바뀌었다.